# Bangkok Love Stories - Plead
Bangkok Love Stories - Plead (titolo originale Bangkok รัก Stories 2 ตอน เรื่องที่ขอ; anche nota come Bangkok Rak Stories 2: Rueng Tee Koh) è una miniserie thailandese composta da 13 episodi andati in onda, per la prima volta, dal 13 febbraio al 8 maggio 2019 su GMMTV. Essa, che compone la terza stagione della saga antologica Bangkok Love Stories, è stata distribuita in Italia da Netflix il 2 luglio 2019.

## Trama
Tee è un ragazzo che sta perdendo gradualmente la vista ma non si dà pervinto dalla cosa e tenta di guadagnare qualche soldo con diversi lavoretti tra cui quello di veggente. Un giorno, che secondo le previsioni legate al suo destino è sfortunato, durante il suo lavoro come veggente incontra El, una ragazza esperta di marketing digitale, accompagnata dalla sua amica Deery, che gli chiede delucidazioni sul proprio destino. Lui gli predice che perderà una cosa amata e lei obietta che al momento non è innamorata di niente e di nessuno. Quello stesso giorno, durante la strada verso casa, Tee perde completamente la vista diventando cieco. Il giorno dopo El perderà la madre in un incidente stradale e darà la colpa a Tee convinta che lui l'abbia maledetta. Una volta rassicurata sul fatto che l'evento non fosse legato a una maledizione ma a un destino ineluttabile El si calma e con il tempo incomincerà a frequentare Tee innamorandosi gradatamente di lui. Anch'esso ricambia i suoi sentimenti sebbene sia consapevole che se i loro destini venissero intrecciati sarebbero destinati alla catastrofe.

## Personaggi

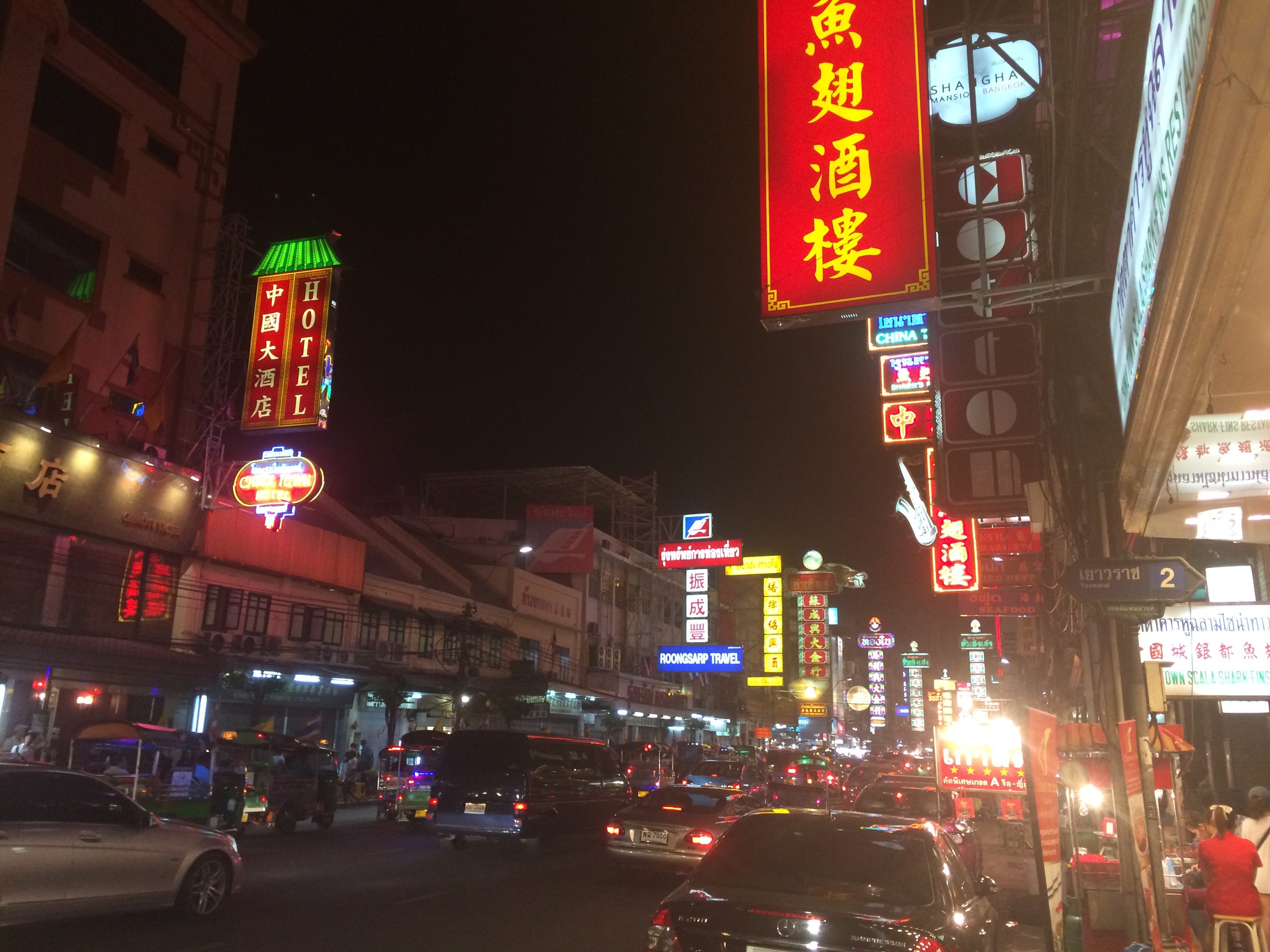
Il quartiere Chinatown di Bangkok.

### Principali
- Tee, interpretato da Chanon Santinatornkul
Veggente che all'inizio della serie passa da una forma parziale di cecità a diventare completamente cieco. È innamorato di El e vuole fidanzarsi con lei sebbene sia consapevole dell'incompatibilità dei loro destini.

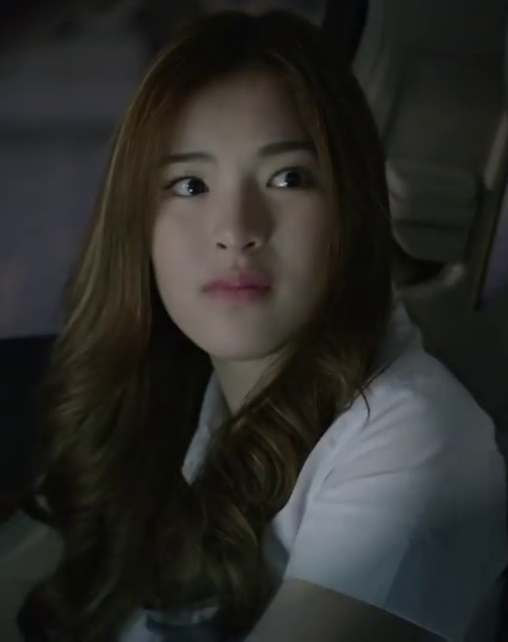
El, interpretata da Sutatta Udomsilp
Esperta di marketing digitale che all'inizio della serie perde la madre incolpando, per breve tempo, Tee (che le aveva predetto la perdita di una cosa cara). Con il tempo si innamora di Tee nonostante il suo ex fidanzato Peak voglia insistentemente tornare con lei.  - Sutatta Udomsilp

### Secondari
- Deery, interpretato da Suttatip Wutchaipradit
È la migliore amica di El ed è fortemente superstiziosa nonché estremamente interessata all'astrologia. È segretamente invaghita da Peak.
- Peak, interpretato da Varot Makaduangkeo
Ex fidanzato di El che, nonostante la sua indole da donnaiolo, è seriamente intenzionato a rimettersi con lei dopo la loro rottura (la quale fu provocata da un suo tradimento). È molto ricco e con un fisico estremamente allenato.
- Hia Liu, interpretato da Surapol Poonpiriya
Padre amorevole di Tee che, dopo anni dalla morte della moglie, tenta d'intraprendere una relazione con Hong (una vecchia amica di famiglia). È un veggente fortemente convinto dell'esistenza del destino e ritiene che El sia responsabile del male che affligge Tee (anche se esso è risalente a prima della loro conoscenza).
- Bai, interpretata da Morakot Liu
Amica cieca di Tee innamorata di lui. Nonostante il suo destino sarebbe perfettamente compatibile con quello di Tee lui non ricambia i suoi sentimenti. Lavora come massaggiatrice e fisioterapista.
- Ong, interpretato da Cholsawas Tiewwanichkul
Cugino e migliore amico di Tee lavora come inserviente nel ristorante di famiglia. Da anni è segretamente innamorato di Bai.
- Madre di El, interpretata da Panyawong Ornanong
Amorevole nei confronti di sua figlia muore all'inizio della serie per un incidente stradale. Inizialmente El dà la colpa dell'evento a Tee per averlo predetto in anticipo.
- Hong, interpretata da Hattaya Wongkrachang
Donna molto irriverente e gentile innamorata di Hia Liu.

## Episodi
| Nº | Messa in onda    |
| -- | ---------------- |
| 1  | 13 febbraio 2019 |
| 2  | 20 febbraio 2019 |
| 3  | 27 febbraio 2019 |
| 4  | 6 marzo 2019     |
| 5  | 13 marzo 2019    |
| 6  | 20 marzo 2019    |
| 7  | 27 marzo 2019    |
| 8  | 3 aprile 2019    |
| 9  | 10 aprile 2019   |
| 10 | 17 aprile 2019   |
| 11 | 24 aprile 2019   |
| 12 | 1 maggio 2019    |
| 13 | 8 maggio 2019    |